# Dracaena curtisii
Dracaena curtisii är en sparrisväxtart som beskrevs av Henry Nicholas Ridley. Dracaena curtisii ingår i släktet dracenor, och familjen sparrisväxter. Inga underarter finns listade i Catalogue of Life.